# Ojasca
Ojasca – wieś w Rumunii, w okręgu Buzău, w gminie Unguriu. W 2011 roku liczyła 796 mieszkańców.